# Schnabelbarsche
Die Schnabelbarsche (Oplegnathus), auch Messerkieferfische genannt, sind eine Gattung der Barschverwandten (Percomorphaceae). Sie sind monogenerisch in der Familie Oplegnathidae. Schnabelbarsche leben im Indopazifik, bei Japan, Hawaii, Südafrika, an der Südküste Australiens und um Tasmanien, bei den Galapagosinseln und an der Küste Perus.

## Merkmale
Bei erwachsenen Schnabelbarschen sind die Zähne, ähnlich wie bei den Papageifischen, zu einem papageiartigen Schnabel zusammengewachsen, mit dem sie ihre Hauptnahrung, Muscheln und Seeigel, zerbeißen können. Man kann sie leicht an ihren sehr kleinen Schuppen von den großschuppigen Papageifischen unterscheiden.
Die Rückenflosse der Schnabelbarsche hat 11 bis 12 Hartstrahlen und 11 bis 22 Weichstrahlen. Die Afterflosse hat drei Hart- und 11 bis 16 Weichstrahlen. Sie werden 45 bis 90 Zentimeter lang. 

## Arten
- Oplegnathus conwayi Richardson, 1840
- Oplegnathus fasciatus (Temminck & Schlegel, 1844)
- Oplegnathus insignis (Kner, 1867)
- Oplegnathus peaolopesi Smith, 1947
- Oplegnathus punctatus (Temminck & Schlegel, 1844)
- Oplegnathus robinsoni Regan, 1916
- Oplegnathus woodwardi Waite, 1900